# Pórtico de Caio e Lúcio César
Pórtico de Caio e Lúcio César era um espaço em forma de pórtico que ficava na frente da Basílica Emília, no Fórum Romano, onde os restos ainda são visíveis. Esta galeria com uma colunata foi construída por ordem de Augusto por motivos dinásticos e propagandísticos em homenagem aos seus dois netos e herdeiros, Caio César e Lúcio César, filhos de Júlia, a única filha do imperador, e Marco Vipsânio Agripa, seu amigo e braço-direito, que morreram antes de chegarem ao poder. Ainda existe a inscrição monumental da fachada leste, datada em 2 a.C., citando o próprio Augusto e os dois príncipes.